# Клічкови
Клічкови (пол. Kliczkowy) — село в Польщі, у гміні Карсін Косьцерського повіту Поморського воєводства.
У 1975-1998 роках село належало до Гданського воєводства.